# Ajust de corba

Ajustament d'una corba sorollosa mitjançant un model de pic asimètric, amb un procés iteratiu (algorisme de Gauss-Newton amb factor d'amortiment variable α).

L'ajustament de corbes és el procés de construcció d'una corba, o funció matemàtica, que s'ajusta millor a una sèrie de punts de dades, possiblement subjectes a restriccions. L'ajustament de la corba pot implicar o bé la interpolació, on cal un ajustament exacte a les dades, o el suavització, en què es construeix una funció "suavitza" que s'ajusta aproximadament a les dades. Un tema relacionat és l'anàlisi de regressió, que se centra més en qüestions d'inferència estadística, com ara quanta incertesa hi ha en una corba que s'ajusta a les dades observades amb errors aleatoris. Les corbes ajustades es poden utilitzar com a ajuda per a la visualització de dades, per inferir valors d'una funció on no hi ha dades disponibles, i per resumir les relacions entre dues o més variables. L'extrapolació es refereix a l'ús d'una corba ajustada més enllà del rang de les dades observades, i està subjecta a un grau d'incertesa ja que pot reflectir el mètode utilitzat per construir la corba tant com reflecteix les dades observades.
Per a l'anàlisi algebraica lineal de dades, "ajustar" normalment significa intentar trobar la corba que minimitzi el desplaçament vertical (eix y) d'un punt des de la corba (per exemple, mínims quadrats ordinaris). Tanmateix, per a aplicacions gràfiques i d'imatge, l'ajust geomètric busca proporcionar el millor ajust visual; que normalment significa intentar minimitzar la distància ortogonal a la corba (p. ex., mínims quadrats totals), o incloure, en cas contrari, els dos eixos de desplaçament d'un punt des de la corba. Els ajustos geomètrics no són populars perquè solen requerir càlculs no lineals i/o iteratius, tot i que tenen l'avantatge d'un resultat més estètic i geomètricament precís.

Corbes polinomials que s'ajusten a punts generats amb una funció sinusoïdal. La línia de punts negres és les dades "veritables", la línia vermella és un polinomi de primer grau, la línia verda és de segon grau, la línia taronja és de tercer grau i la línia blava és de quart grau.

## Adaptació algebraica de funcions a punts de dades
Amb més freqüència, s'ajusta a una funció de la forma y=f(x).

### Ajustament de línies i funcions polinomials a punts de dades
L'equació polinomial de primer grau
{\displaystyle y=ax+b\;}
és una recta amb pendent a. Una línia connectarà dos punts qualsevol, de manera que una equació polinòmica de primer grau s'ajusta exactament a dos punts qualsevol amb coordenades x diferents.
Si l'ordre de l'equació s'incrementa fins a un polinomi de segon grau, el resultat següent:
{\displaystyle y=ax^{2}+bx+c\;.}
Això ajustarà exactament una corba simple a tres punts.
Si l'ordre de l'equació augmenta fins a un polinomi de tercer grau, s'obté el següent:
{\displaystyle y=ax^{3}+bx^{2}+cx+d\;.}
Això s'ajustarà exactament a quatre punts.

### Ajustar altres funcions als punts de dades
També es poden utilitzar altres tipus de corbes, com ara funcions trigonomètriques (com el sinus i el cosinus), en determinats casos.
En espectroscòpia, les dades es poden equipar amb funcions gaussianes, lorentzianes, Voigt i relacionades.
En biologia, ecologia, demografia, epidemiologia i moltes altres disciplines, el creixement d'una població, la propagació de malalties infeccioses, etc. es poden ajustar mitjançant la funció logística.